# Tibolona
Tibolona ou Libiam é um medicamento do tipo hormônio sintético. É utilizado como terapia de reposição hormonal de mulheres na menopausa.

## Precauções quanto ao uso
Já existem estudos comparativos por exemplo da tibolona com o E2NETA (acetato de noretisterona e estradiol - TH convencional) onde a Tibolona apresenta melhores resultados como: Na melhora dos transtornos da menopausa dentre eles fogachos e sudoreses e também  quanto a sexualidade das mulheres menopausadas aumentando a frequência das relações.
Quanto a segurança na utilização, a Tibolona apresenta índices menores de aumento na densidade mamaria do que a TH convencional.